# Jean-Armel Kana-Biyik
Jean-Armel Kana-Biyik (Metz, 3 luglio 1989) è un ex calciatore francese naturalizzato camerunese, di ruolo difensore.

## Biografia
È figlio di André Kana-Biyik.

## Carriera

### Club
Cresciuto nel Le Havre, ha disputato tre stagioni nella prima squadra del club celeste. Inizialmente impiegato come aggregato dalle giovanili, nel 2009 ha firmato il suo primo contratto da professionista, legandosi al club celeste fino al 2012. Il 22 giugno 2010 viene ufficializzato il suo trasferimento al Rennes, con cui ha firmato un contratto quadriennale. Il 12 gennaio 2015 è passato al Tolosa, con cui ha firmato un contratto di due anni e mezzo. Il 5 agosto 2016 è stato ufficializzato il suo trasferimento al Kayserispor, club turco. Il 18 luglio 2019 ha firmato un contratto triennale con il Gaziantep. Il 7 settembre 2021 ha rescisso il contratto con il Gaziantep, rimanendo svincolato. Il 5 gennaio 2022 ha firmato un contratto di sei mesi con il Metz, facendo così ritorno in Francia dopo l'ultima esperienza al Tolosa. Al termine della stagione è rimasto svincolato.

### Nazionale
Nato in Francia ma di origini camerunensi, fra il 2006 e il 2009 è stato convocato dalla Nazionale Under-20 camerunense. Nel 2009 ha accettato la convocazione della Nazionale Under-21 francese, con cui ha collezionato 5 presenze e una rete. Nel 2012 ha ricevuto ed accettato la convocazione dalla Nazionale maggiore camerunense, scegliendo di giocare con la selezione del proprio paese d'origine. Il debutto con la Nazionale maggiore camerunense è avvenuto il 14 ottobre 2012, in Camerun-Capo Verde (2-1). Ha partecipato, con la selezione camerunense, alla Coppa d'Africa 2019. È sceso in campo, inoltre, nelle qualificazioni ai Mondiali 2014 e nelle qualificazioni alla Coppa d'Africa 2013.

## Statistiche

### Presenze e reti nei club
| Stagione           | Squadra            | Campionato         | Campionato | Campionato | Coppe nazionali | Coppe nazionali | Coppe nazionali | Coppe continentali | Coppe continentali | Coppe continentali | Altre coppe | Altre coppe | Altre coppe | Totale | Totale |
| Stagione           | Squadra            | Comp               | Pres       | Reti       | Comp            | Pres            | Reti            | Comp               | Pres               | Reti               | Comp        | Pres        | Reti        | Pres   | Reti   |
| ------------------ | ------------------ | ------------------ | ---------- | ---------- | --------------- | --------------- | --------------- | ------------------ | ------------------ | ------------------ | ----------- | ----------- | ----------- | ------ | ------ |
| 2007-2008          | Le Havre           | L2                 | 4          | 0          | CF+CDLL         | 0+0             | 0+0             | -                  | -                  | -                  | -           | -           | -           | 4      | 0      |
| 2008-2009          | Le Havre           | L1                 | 10         | 0          | CF+CDLL         | 0+0             | 0+0             | -                  | -                  | -                  | -           | -           | -           | 10     | 0      |
| 2009-2010          | Le Havre           | L2                 | 28         | 0          | CF+CDLL         | 1+1             | 0+0             | -                  | -                  | -                  | -           | -           | -           | 30     | 0      |
| Totale Le Havre    | Totale Le Havre    | Totale Le Havre    | 42         | 0          |                 | 2               | 0               |                    | -                  | -                  |             | -           | -           | 44     | 0      |
| 2010-2011          | Rennes             | L1                 | 28         | 1          | CF+CDLL         | 3+1             | 0+0             | -                  | -                  | -                  | -           | -           | -           | 32     | 1      |
| 2011-2012          | Rennes             | L1                 | 34         | 1          | CF+CDLL         | 3+1             | 0+0             | EL                 | 7                  | 0                  | -           | -           | -           | 45     | 1      |
| 2012-2013          | Rennes             | L1                 | 30         | 0          | CF+CDLL         | 0+4             | 0+0             | -                  | -                  | -                  | -           | -           | -           | 34     | 0      |
| 2013-2014          | Rennes             | L1                 | 21         | 1          | CF+CDLL         | 4+2             | 0+0             | -                  | -                  | -                  | -           | -           | -           | 27     | 1      |
| 2014-gen. 2015     | Rennes             | L1                 | 0          | 0          | CF+CDLL         | 0+0             | 0+0             | -                  | -                  | -                  | -           | -           | -           | 0      | 0      |
| Totale Rennes      | Totale Rennes      | Totale Rennes      | 131        | 3          |                 | 18              | 0               |                    | 7                  | 0                  |             | -           | -           | 156    | 3      |
| gen.-giu. 2015     | Tolosa             | L1                 | 13         | 1          | CF+CDLL         | 0+0             | 0+0             | -                  | -                  | -                  | -           | -           | -           | 13     | 1      |
| 2015-2016          | Tolosa             | L1                 | 18         | 2          | CF+CDLL         | 0+1             | 0+0             | -                  | -                  | -                  | -           | -           | -           | 19     | 2      |
| Totale Tolosa      | Totale Tolosa      | Totale Tolosa      | 31         | 3          |                 | 1               | 0               |                    | -                  | -                  |             | -           | -           | 32     | 3      |
| 2016-2017          | Kayserispor        | SL                 | 27         | 0          | TK              | 2               | 0               | -                  | -                  | -                  | -           | -           | -           | 29     | 0      |
| 2017-2018          | Kayserispor        | SL                 | 30         | 1          | TK              | 3               | 0               | -                  | -                  | -                  | -           | -           | -           | 33     | 1      |
| 2018-2019          | Kayserispor        | SL                 | 28         | 0          | TK              | 2               | 0               | -                  | -                  | -                  | -           | -           | -           | 30     | 0      |
| Totale Kayserispor | Totale Kayserispor | Totale Kayserispor | 85         | 1          |                 | 7               | 0               |                    | -                  | -                  |             | -           | -           | 92     | 1      |
| 2019-2020          | Gaziantep          | SL                 | 33         | 1          | TK              | 0               | 0               | -                  | -                  | -                  | -           | -           | -           | 33     | 1      |
| 2020-2021          | Gaziantep          | SL                 | 17         | 2          | TK              | 0               | 0               | -                  | -                  | -                  | -           | -           | -           | 17     | 2      |
| Totale Gaziantep   | Totale Gaziantep   | Totale Gaziantep   | 50         | 3          |                 | 0               | 0               |                    | -                  | -                  |             | -           | -           | 50     | 3      |
| gen.-giu. 2022     | Metz               | L1                 | 10         | 0          | CF              | 0               | 0               | -                  | -                  | -                  | -           | -           | -           | 10     | 0      |
| Totale carriera    | Totale carriera    | Totale carriera    | 349        | 10         |                 | 28              | 0               |                    | 7                  | 0                  |             | -           | -           | 379    | 10     |

### Cronologia presenze e reti in nazionale
| Cronologia completa delle presenze e delle reti in nazionale ― Camerun | Cronologia completa delle presenze e delle reti in nazionale ― Camerun | Cronologia completa delle presenze e delle reti in nazionale ― Camerun | Cronologia completa delle presenze e delle reti in nazionale ― Camerun | Cronologia completa delle presenze e delle reti in nazionale ― Camerun | Cronologia completa delle presenze e delle reti in nazionale ― Camerun | Cronologia completa delle presenze e delle reti in nazionale ― Camerun | Cronologia completa delle presenze e delle reti in nazionale ― Camerun |
| Data                                                                   | Città                                                                  | In casa                                                                | Risultato                                                              | Ospiti                                                                 | Competizione                                                           | Reti                                                                   | Note                                                                   |
| ---------------------------------------------------------------------- | ---------------------------------------------------------------------- | ---------------------------------------------------------------------- | ---------------------------------------------------------------------- | ---------------------------------------------------------------------- | ---------------------------------------------------------------------- | ---------------------------------------------------------------------- | ---------------------------------------------------------------------- |
| 14-10-2012                                                             | Yaoundé                                                                | Camerun                                                                | 2 – 1                                                                  | Capo Verde                                                             | Qual. Coppa d'Africa 2013                                              | -                                                                      |                                                                        |
| 14-11-2012                                                             | Ginevra                                                                | Albania                                                                | 0 – 0                                                                  | Camerun                                                                | Amichevole                                                             | -                                                                      |                                                                        |
| 23-3-2013                                                              | Yaoundé                                                                | Camerun                                                                | 2 – 1                                                                  | Togo                                                                   | Qual. Mondiali 2014                                                    | -                                                                      |                                                                        |
| 13-10-2013                                                             | Tunisi                                                                 | Tunisia                                                                | 0 – 0                                                                  | Camerun                                                                | Qual. Mondiali 2014                                                    | -                                                                      | 69’                                                                    |
| 5-3-2014                                                               | Leiria                                                                 | Portogallo                                                             | 5 – 1                                                                  | Camerun                                                                | Amichevole                                                             | -                                                                      | 46’                                                                    |
| 20-11-2018                                                             | Milton Keynes                                                          | Brasile                                                                | 1 – 0                                                                  | Camerun                                                                | Amichevole                                                             | -                                                                      |                                                                        |
| 29-6-2019                                                              | Ismailia                                                               | Camerun                                                                | 0 – 0                                                                  | Ghana                                                                  | Coppa d'Africa 2019 - 1º turno                                         | -                                                                      |                                                                        |
| Totale                                                                 |                                                                        | Presenze                                                               | 7                                                                      |                                                                        | Reti                                                                   | 0                                                                      |                                                                        |